# Heuilley-Cotton
Heuilley-Cotton è un comune francese di 286 abitanti situato nel dipartimento dell'Alta Marna nella regione del Grand Est.

## Società

### Evoluzione demografica
Abitanti censiti